# 50/50 Luv
50/50 Luv to pierwszy singel amerykańskiego duetu hip-hopowego B.G. Knocc Out i Dresty wydany 25 lipca 1995 roku nakładem wytwórni Outburst Records. Utwór został wyprodukowany przez Rhythum D i znalazł się na płycie Real Brothas.

## Lista utworów
| Strona A | Strona A                   | Strona A  | Strona A |
| Nr       | Tytuł utworu               | Producent | Długość  |
| -------- | -------------------------- | --------- | -------- |
| 1.       | „50/50 Luv” (LP Version)   | Rhythum D | 4:31     |
| 2.       | „50/50 Luv” (Radio Edit)   | Rhythum D | 4:00     |
| 3.       | „50/50 Luv” (Instrumental) | Rhythum D | 5:00     |
| 4.       | „50/50 Luv” (Acappella)    | Rhythum D | 5:03     |
|          |                            |           | 18:34    |

| Strona B | Strona B                  | Strona B                   | Strona B |
| Nr       | Tytuł utworu              | Producent                  | Długość  |
| -------- | ------------------------- | -------------------------- | -------- |
| 1.       | „D.P.G./K” (LP Version)   | Madness 4 Real, Doctor Jam | 3:54     |
| 2.       | „D.P.G./K” (Radio Edit)   | Madness 4 Real, Doctor Jam | 3:54     |
| 3.       | „D.P.G./K” (Instrumental) | Madness 4 Real, Doctor Jam | 3:54     |
| 4.       | „D.P.G./K” (Acappella)    | Madness 4 Real, Doctor Jam | 3:54     |
|          |                           |                            | 15:36    |

## Notowania
Singiel w pierwszym tygodniu uplasował się na 27 miejscu notowania Hot Rap Tracks

## Sample
Sample do 50/50 Luv pochodzą z utworu "When Somebody Loves You Back" w wykonaniu Teddy'ego Pendergrassa.